# BGL Luxembourg Open
Il BGL Luxembourg Open è un torneo femminile di tennis che si gioca nella città di Lussemburgo, precisamente nella frazione di Kockelscheuer che si trova a pochi chilometri dalla capitale. Dal 2009 fa parte della categoria International. Kim Clijsters detiene il record di vittorie con cinque successi (1999, 2001, 2002, 2003 e 2005). L'edizione del 2020 non viene disputata a causa della pandemia di COVID-19. L'edizione del 2021 è l'ultima in collaborazione con la WTA del torneo che non si trova "più a suo agio" con l'organizzazione professionistica femminile e decide di voler ritornare alle origini della sua storia con tornei a carattere esibitivo.

## Albo d'oro

### Singolare
| Anno          | Campionessa                           | Finalista                             | Punteggio                             |
| ------------- | ------------------------------------- | ------------------------------------- | ------------------------------------- |
| Esibizione    |                                       |                                       |                                       |
| 1991          | Jana Novotná (1)                      | Judith Wiesner                        |                                       |
| 1992          | Jana Novotná (2)                      | Leila Meskhi                          |                                       |
| 1993          | Martina Navrátilová (1)               | Mary Joe Fernández                    |                                       |
| 1994          | Martina Navrátilová (2)               | Arantxa Sánchez                       |                                       |
| 1995          | Sabine Appelmans                      | Mary Pierce                           |                                       |
| Tier III      |                                       |                                       |                                       |
| 1996          | Anke Huber                            | Karina Habšudová                      | 6–3, 6–0                              |
| 1997          | Amanda Coetzer                        | Barbara Paulus                        | 6–4, 3–6, 7–5                         |
| 1998          | Mary Pierce                           | Silvia Farina Elia                    | 6–0, 2–0 ritirata                     |
| 1999          | Kim Clijsters (1)                     | Dominique Van Roost                   | 6–2, 6–2                              |
| 2000          | Jennifer Capriati                     | Magdalena Maleeva                     | 4–6, 6–1, 6–4                         |
| 2001          | Kim Clijsters (2)                     | Lisa Raymond                          | 6–2, 6–2                              |
| 2002          | Kim Clijsters (3)                     | Magdalena Maleeva                     | 6–1, 6–2                              |
| 2003          | Kim Clijsters (4)                     | Chanda Rubin                          | 6–2, 7–5                              |
| 2004          | Alicia Molik                          | Dinara Safina                         | 6–3, 6–4                              |
| Tier II       |                                       |                                       |                                       |
| 2005          | Kim Clijsters (5)                     | Anna-Lena Grönefeld                   | 6–2, 6–4                              |
| 2006          | Al'ona Bondarenko                     | Francesca Schiavone                   | 6–3, 6–2                              |
| 2007          | Ana Ivanović                          | Daniela Hantuchová                    | 3–6, 6–4, 6–4                         |
| Tier III      |                                       |                                       |                                       |
| 2008          | Elena Dement'eva                      | Caroline Wozniacki                    | 2–6, 6–4, 7–6(4)                      |
| International |                                       |                                       |                                       |
| 2009          | Timea Bacsinszky                      | Sabine Lisicki                        | 6–2, 7–5                              |
| 2010          | Roberta Vinci                         | Julia Görges                          | 6–3, 6–4                              |
| 2011          | Viktoryja Azaranka                    | Monica Niculescu                      | 6–2, 6–2                              |
| 2012          | Venus Williams                        | Monica Niculescu                      | 6–2, 6–3                              |
| 2013          | Caroline Wozniacki                    | Annika Beck                           | 6–2, 6–2                              |
| 2014          | Annika Beck                           | Barbora Strýcová                      | 6–2, 6–1                              |
| 2015          | Misaki Doi                            | Mona Barthel                          | 6–4, 6(7)–7, 6–0                      |
| 2016          | Monica Niculescu                      | Petra Kvitová                         | 6–4, 6–0                              |
| 2017          | Carina Witthöft                       | Mónica Puig                           | 6–3, 7–5                              |
| 2018          | Julia Görges                          | Belinda Bencic                        | 6–4, 7–5                              |
| 2019          | Jeļena Ostapenko                      | Julia Görges                          | 6–4, 6-1                              |
| 2020          | Annullato per pandemia di Coronavirus | Annullato per pandemia di Coronavirus | Annullato per pandemia di Coronavirus |
| 2021          | Clara Tauson                          | Jeļena Ostapenko                      | 6–3, 4–6, 6–4                         |

### Doppio
| Anno          | Campionesse                                       | Finaliste                                      | Punteggio                             |
| ------------- | ------------------------------------------------- | ---------------------------------------------- | ------------------------------------- |
| Tier III      |                                                   |                                                |                                       |
| 1996          | Kristie Boogert Nathalie Tauziat (1)              | Dominique Monami Barbara Rittner               | 2–6, 6–4, 6–2                         |
| 1997          | Larisa Neiland Helena Suková                      | Meike Babel Laurence Courtois                  | 6–2, 6–4                              |
| 1998          | Elena Lichovceva Ai Sugiyama                      | Larisa Neiland Olena Tatarkova                 | 6–7, 6–3, 2–0 abb.                    |
| 1999          | Irina Spîrlea Caroline Vis                        | Tina Križan Katarina Srebotnik                 | 6–1, 6–2                              |
| 2000          | Alexandra Fusai Nathalie Tauziat (2)              | Ljubomira Bačeva Cristina Torrens              | 6–3, 7–6(0)                           |
| 2001          | Elena Bovina Daniela Hantuchová                   | Bianka Lamade Patty Schnyder                   | 6–3, 6–3                              |
| 2002          | Kim Clijsters Janette Husárová (1)                | Květa Peschke Barbara Rittner                  | 4–6, 6–3, 7–5                         |
| 2003          | Marija Šarapova Tamarine Tanasugarn               | Olena Tatarkova Marlene Weingärtner            | 6–1, 6–4                              |
| 2004          | Virginia Ruano Paola Suárez                       | Jill Craybas Marlene Weingärtner               | 6–1, 6(1)–7, 6–3                      |
| Tier II       |                                                   |                                                |                                       |
| 2005          | Lisa Raymond Samantha Stosur                      | Cara Black Rennae Stubbs                       | 7–5, 6–1                              |
| 2006          | Květa Peschke Francesca Schiavone                 | Anna Groenefeld Liezel Huber                   | 2–6, 6–4, 6–1                         |
| 2007          | Iveta Benešová (1) Janette Husárová (2)           | Viktoryja Azaranka Shahar Peer                 | 6–4, 6–2                              |
| Tier III      |                                                   |                                                |                                       |
| 2008          | Sorana Cîrstea Marina Eraković                    | Vera Duševina Marija Korytceva                 | 2–6, 6–3, [10–8]                      |
| International |                                                   |                                                |                                       |
| 2009          | Iveta Benešová (2) Barbora Záhlavová-Strýcová (1) | Vladimíra Uhlířová Renata Voráčová             | 1–6, 6–0, [10–7]                      |
| 2010          | Timea Bacsinszky (1) Tathiana Garbin              | Iveta Benešová Barbora Záhlavová-Strýcová      | 6–4 6–4                               |
| 2011          | Iveta Benešová (3) Barbora Záhlavová-Strýcová (2) | Lucie Hradecká Ekaterina Makarova              | 7–5, 6–3                              |
| 2012          | Andrea Hlaváčková Lucie Hradecká                  | Irina-Camelia Begu Monica Niculescu            | 6–3, 6–4                              |
| 2013          | Stephanie Vogt Yanina Wickmayer                   | Kristina Barrois Laura Thorpe                  | 7–6(2), 6–4                           |
| 2014          | Timea Bacsinszky (2) Kristina Barrois             | Lucie Hradecká Barbora Krejčíková              | 3–6, 6–4, [10–4]                      |
| 2015          | Mona Barthel Laura Siegemund                      | Anabel Medina Garrigues Arantxa Parra Santonja | 6–2, 7–6(2)                           |
| 2016          | Kiki Bertens Johanna Larsson                      | Monica Niculescu Patricia Maria Tig            | 4–6, 7–5, [11–9]                      |
| 2017          | Lesley Kerkhove Lidzija Marozava                  | Eugenie Bouchard Kirsten Flipkens              | 6(4)–7, 6–4, [10–6]                   |
| 2018          | Greet Minnen (1) Alison Van Uytvanck (1)          | Vera Lapko Mandy Minella                       | 7–6(3), 6–2                           |
| 2019          | Cori Gauff Caty McNally                           | Kaitlyn Christian Alexa Guarachi               | 6–2, 6–2                              |
| 2020          | Annullato per pandemia di Coronavirus             | Annullato per pandemia di Coronavirus          | Annullato per pandemia di Coronavirus |
| 2021          | Greet Minnen (2) Alison Van Uytvanck (2)          | Erin Routliffe Kimberley Zimmermann            | 6–3, 6–3                              |